# بلدة أيرون ريفر (ميشيغان)
أيرون ريفر (بالإنجليزية: Iron River Township, Michigan)‏ هي بلدة تقع بولاية ميشيغان في الولايات المتحدة. تبلغ مساحتها 631.8 (كم²)، وترتفع عن سطح البحر 478 م، بلغ عدد سكانها 1585 نسمة في عام تعداد الولايات المتحدة 2000 حسب إحصاء مكتب تعداد الولايات المتحدة وتصل الكثافة السكانية فيها 2.6 نسمة/كم2.

## وصلات خارجية
- The US50 - Cities and Towns in Michigan State
- Michigan Cities and Towns, Facts, Map, Flag, Colleges, Government, and More